# Lizzie Velásquez
Elizabeth Anne Velásquez (Austin, 13 marzo 1989) è un'attivista statunitense, motivatrice e autrice, conosciuta come Lizzie.
È nata con una malattia congenita estremamente rara chiamata sindrome dall'aspetto progeroide e marfanoide con lipodistrofia che, tra gli altri sintomi, le impedisce di accumulare grasso corporeo e aumentare di peso. Durante la sua infanzia ha subito attacchi di bullismo e durante la sua adolescenza ha subito anche attacchi di cyberbullismo. Questi eventi l'hanno ispirata a tenere discorsi motivazionali.

## Biografia
Elizabeth è la maggiore di tre figli nati da Rita e Guadalupe Velásquez. È nata prematuramente di quattro settimane e alla nascita pesava meno di 1.200 grammi. Ha studiato presso l'Università Statale del Texas, laureandosi nel 2012 in Comunicazione. Crede fermamente nel cristianesimo e in Dio, il quale attraverso la preghiera l'ha aiutata a superare momenti di sconforto.

### Malattia
La malattia di Elizabeth è molto rara ed è stata diagnosticata come una malattia genetica non-terminale. La sua condizione presenta somiglianze con molte altre malattie genetiche e in particolare con la progeria. Alcuni ricercatori medici dell'University of Texas Southwestern Medical Center hanno precedentemente ipotizzato che si potesse trattare di una forma neonatale della sindrome progeroide (NPS) oppure Sindrome di Wiedemann-Rautenstrauch che, contrariamente a quanto affermato non influisce sulle sue ossa, sui suoi organi e sulla sua dentatura.
Inoltre, la rara malattia di Elizabeth non le permette di aumentare di peso, per tal ragione il suo peso non ha mai superato i 29 chilogrammi, e secondo quanto riferito non ha mai accumulato massa grassa. I medici le hanno consigliato di sostenere diversi piccoli pasti o spuntini durante il giorno per accumulare tra le 5.000 e le 8.000 calorie al giorno. All'età di quattro anni è diventata cieca all'occhio destro ed ipovedente all'occhio sinistro.
Nel 2015 gli studi hanno riscontrato che sia Elizabeth che Abby Solomon, affetta da una variante simile ma meno grave della stessa malattia, presentano una mutazione nel gene FBN1, cui provocherebbe carenza di asprosina e risulterebbe causa delle loro condizioni. La malattia è chiamata sindrome dall'aspetto progeroide e marfanoide con lipodistrofia o semplicemente sindrome di lipodistrofia di Marfan.

### Carriera letteraria e televisiva
Da quando è stata vittima di un attacco di cyberbullisimo in un video pubblicato su YouTube nel 2006, Elizabeth, all'età di 17 anni, ha deciso di tenere apertamente discorsi motivazionali contro il bullismo. Nel gennaio 2014 ha tenuto un TED talk ad Austin dal titolo How Do YOU Define Yourself, diventato virale assieme ai suoi video su YouTube che hanno ricevuto oltre 54 milioni di visualizzazioni.
Il suo primo lavoro, da coautore con sua madre Rita, è stata un'autobiografia pubblicata nel 2010 in inglese e spagnolo dal titolo Lizzie Beautiful: The Lizzie Velásquez Story, che include alcune lettere scritte dalla madre per sua figlia.
Elizabeth ha anche scritto due libri per bambini: Come Be Beautiful, Be You, pubblicato nel 2012 in inglese e spagnolo, dove racconta la sua storia "per scoprire ciò che ci rende veramente belli e insegna ai lettori a riconoscere i loro doni e benedizioni" e Choosing Happiness, pubblicato nel 2014, che parla di alcuni degli ostacoli che dovette affrontare nel corso della sua vita e di come ha imparato "l'importanza di scegliere di essere felice quando è fin troppo facile rinunciare".
Dare to be Kind, pubblicato per la prima volta nel 2017, parla dell'importanza di essere gentile, come conseguenza dalla sua esperienza di vittima di bullismo personale e online.
Nel 2015 è stato presentato in anteprima al festival South by Southwest il documentario biografico A Brave Heart: The Lizzie Velásquez Story, nel 2016 è stato trasmesso dalla rete televisiva Lifetime.
Nel 2017 ha condotto il suo talk show Unzipped trasmesso da Fullscreen.